# Bergisch-Marks voetbalkampioenschap 1923/24
In 1923/24 werd het vijfde Bergisch-Marks voetbalkampioenschap gespeeld, dat georganiseerd werd door de West-Duitse voetbalbond. 
De West-Duitse competities werden gespreid over 1922 tot 1924. Vorig seizoen werd na de heenronde al een kampioen afgevaardigd naar de eindronde, dit seizoen werd de terugronde gespeeld. 
TuRU 1880 Düsseldorf werd kampioen en plaatste zich voor de West-Duitse eindronde. De zeven kampioenen werden in één groep verdeeld en Düsseldorf werd derde.

## Gauliga
| Plaats | Club                        | Wed. | W  | G | V  | Saldo | Ptn.  |
| ------ | --------------------------- | ---- | -- | - | -- | ----- | ----- |
| 1.     | TuRU 1880 Düsseldorf        | 18   | 15 | 1 | 2  | 66:28 | 31:5  |
| 2.     | BV 04 Düsseldorf            | 18   | 11 | 5 | 2  | 43:30 | 27:9  |
| 3.     | Düsseldorfer SC 99          | 18   | 11 | 3 | 4  | 45:25 | 25:11 |
| 4.     | SSV 04 Elberfeld            | 18   | 9  | 4 | 5  | 32:19 | 22:14 |
| 5.     | BC 05 Düsseldorf            | 18   | 7  | 4 | 7  | 27:36 | 18:18 |
| 6.     | TuSV Barmen 72              | 18   | 5  | 4 | 9  | 30:48 | 14:22 |
| 7.     | TSV Fortuna 1895 Düsseldorf | 18   | 5  | 2 | 11 | 25:34 | 12:24 |
| 8.     | VfB 06 Remscheid            | 18   | 4  | 3 | 11 | 21:41 | 11:25 |
| 9.     | Cronenberger SC 02          | 18   | 3  | 4 | 11 | 34:48 | 10:26 |
| 10.    | FC Solingen 95              | 18   | 2  | 6 | 10 | 23:35 | 10:26 |

|  | Kampioen, geplaatst voor West-Duitse eindronde |